# Gare d’Angoulême
Gare d’Angoulême vasútállomás Franciaországban, Angoulême településen.

## Vasútvonalak
Az állomást az alábbi vasútvonalak érintik:
- Párizs–Bordeaux-vasútvonal
- Beillant-Angoulême-vasútvonal
- Limoges-Bénédictins-Angoulême-vasútvonal

## Kapcsolódó állomások
A vasútállomáshoz az alábbi állomások vannak a legközelebb:
- Gare de Montmoreau (Gare de Bordeaux-Saint-Jean, Párizs–Bordeaux-vasútvonal)
- Gare de Luxé (Paris Gare d’Austerlitz, Párizs–Bordeaux-vasútvonal)
- Gare de Ruelle-sur-Touvre
- Gare de Châteauneuf-sur-Charente